# Janet Mijaíl
Janet Mijaíl (en árabe: جانيت ميخائيل‎; nacida en 1945) o Janet Mikhail, también conocida como Janet Jouri (جانيت خوري) es una política palestina, exalcaldesa de Ramala. Fue la primera mujer en acceder a un cargo de su tipo en la Autoridad Palestina.

## Biografía
Es una árabe cristiana católica, proveniente de una familia tradicional de Ramala. Creció con cinco hermanos y tres hermanas y durante dos años estudió en Estados Unidos. Además, por 20 años fue directora en una escuela de mujeres de la ciudad. También se ha desempeñado como consultora en el Ministerio de Educación de la Autoridad Palestina y en diversas organizaciones.
En diciembre de 2005 se celebraron las primeras elecciones municipales en Ramala después de tres décadas, donde Mijaíl ganó compitiendo en la lista independiente Ramala para todos. La lista obtuvo seis escaños en el Consejo Municipal de 15 miembros, mientras que lista de Hamás, Cambio y Reforma, había obtenido tres. Dicha facción decidió apoyar a Mijaíl para formar una mayoría contra Fatah, cuya lista Watan liderada por Ghazi Hanania había obtenido los otros seis escaños.
Durante su mandato, la ciudad como sede del gobierno palestino experimentó un crecimentp de habitantes y construcción de edificios, cuya financiación provino de palestinos expatriados o inversores de países occidentales. Su gobierno ha tenido problemas por la barrera israelí de Cisjordania, denunciado que debe pedir autorización al gobierno de Israel para cualquier gestión.
Según la agencia española Europa Press, Mijaíl es de izquierda. En julio de 2008 recibió a mujeres de Comisiones Obreras, Unión General de Trabajadores, Izquierda Unida, Eusko Alkartasuna y de varias ONG. El Partido Comunista de España la ha definido como marxista.
En 2009 Mijaíl inició un plan para asignar nombres y numeración a las calles de la ciudad que previamente no tenían. Ha causado controversias el hecho de homenajar a personas involucradas en la planificación de actos terroristas, como por ejemplo, Yahya Ayyash, fabricante de bombas de Hamás.
Ha sido reelecta en otras ocasiones hasta dejar el cargo en diciembre de 2012.
Mijaíl ha enfatizado que Ramala es la sede «temporal» del gobierno palestino, reclamando por la soberanía palestina de Jerusalén Este.
En cuanto a su vida personal, no está casada.